# Reinhard Gehret
Reinhard Gehret (* 14. Juni 1949 in Karlstadt; † 16. April 1986 in Berlin) war ein deutscher Autor.
Er gehörte zu den Kreuzberger „Untergrundliteraten“ der 1960er, 1970er und 1980er Jahre und war unter ihnen ein Ungewöhnlicher.
Sein Nachlass umfasst über einen Zeitraum von fast 20 Jahren lückenlos deckende, detaillierte Tagebuchaufzeichnungen  von mehr als 30 DIN-A-5-Kladden von 400 Seiten, mehrere Hundert Toncassetten mit „Dikdalen“ – das sind unterwegs diktierte Texte (wenn Gehret nicht das Fahrrad benützte, hatte er stets einen Cassettenrecorder unterm Arm) und 17 prallvolle Leitzordner mit meist nachts, in einem trancehaften Zustand verfassten skurrilen Kurztexten.
Gehret bezeichnete sie in seiner Einmannsprache als „Fölmen“.
Ihre Entstehung lässt sich nicht aus literarischen Ambitionen erklären, sie lassen sich nicht auf literarische Vorbilder zurückführen, auch würde jeder Versuch, einen bestimmten Sinn, eine bestimmte Symbolik in sie hineinzuinterpretieren, in die Irre führen. Es sind Sprachflüsse von vier bis zwölf handgeschriebenen Seiten, über die sich viele Eintragungen in Gehrets Tagebüchern finden.
Der Schriftsteller Axel Hacke widmete 1994 in seinem Buch Nächte mit Bosch das Kapitel Sterben vor prima Kulisse Reinhard Gehret sowie den Autorinnen und Autoren des Berliner Literaturcafés in der Winterfeldtstraße 36, einem Knotenpunkt der Kreuzberger Untergrundliteraturszene der 1980er Jahre.
Der Journalist Benedikt Mahler rekonstruierte 2019 für den Bayerischen Rundfunk im Radiofeature Der Untergrund-Literat Reinhard Gehret. Auf der Suche nach einem Phantom und seinem Nachlass, in dem er den  Nachlass tatsächlich findet, Gehrets Biografie anhand von über 20.000 handgeschriebenen Tagebuchseiten, literarischen Fragmenten und Tonbändern (inklusive „Fölmen“-Texten mit Neologismen wie „Tränenzirkus“). Ein Gespräch mit Gehrets Schwester beleuchtet dessen Suizidversuch 1966 (mit einem Bolzenschussgerät des Vaters), die daraus resultierende Erblindung sowie den tödlichen Diabetes. Mahlers Recherche thematisiert Gehrets Flucht aus der fränkischen Provinz, die SS-Vergangenheit des Vaters und die nächtlichen Schreibmarathons neben Hilfsarbeitertätigkeiten.

## Werke
- Reinhart Gehret, Stempel / Vita / Sätze. Mit einem Vorwort von Paul Schuster. teraz mowie, Nr. 9, Berlin 1991
- Maikäferlikör. Fannei und Walz, Berlin 1992, ISBN 979-8-5800-3177-4
- Sandregengeflüster. Mit sechs farbigen Lithographien von Pontus Carle. Edition Maldoror, Berlin 1994
- Nerventheateranstalt. Edition Maldoror, Berlin 1996